# Hanvoile
Hanvoile est une commune française située dans le département de l'Oise en région Hauts-de-France.

## Géographie

### Localisation

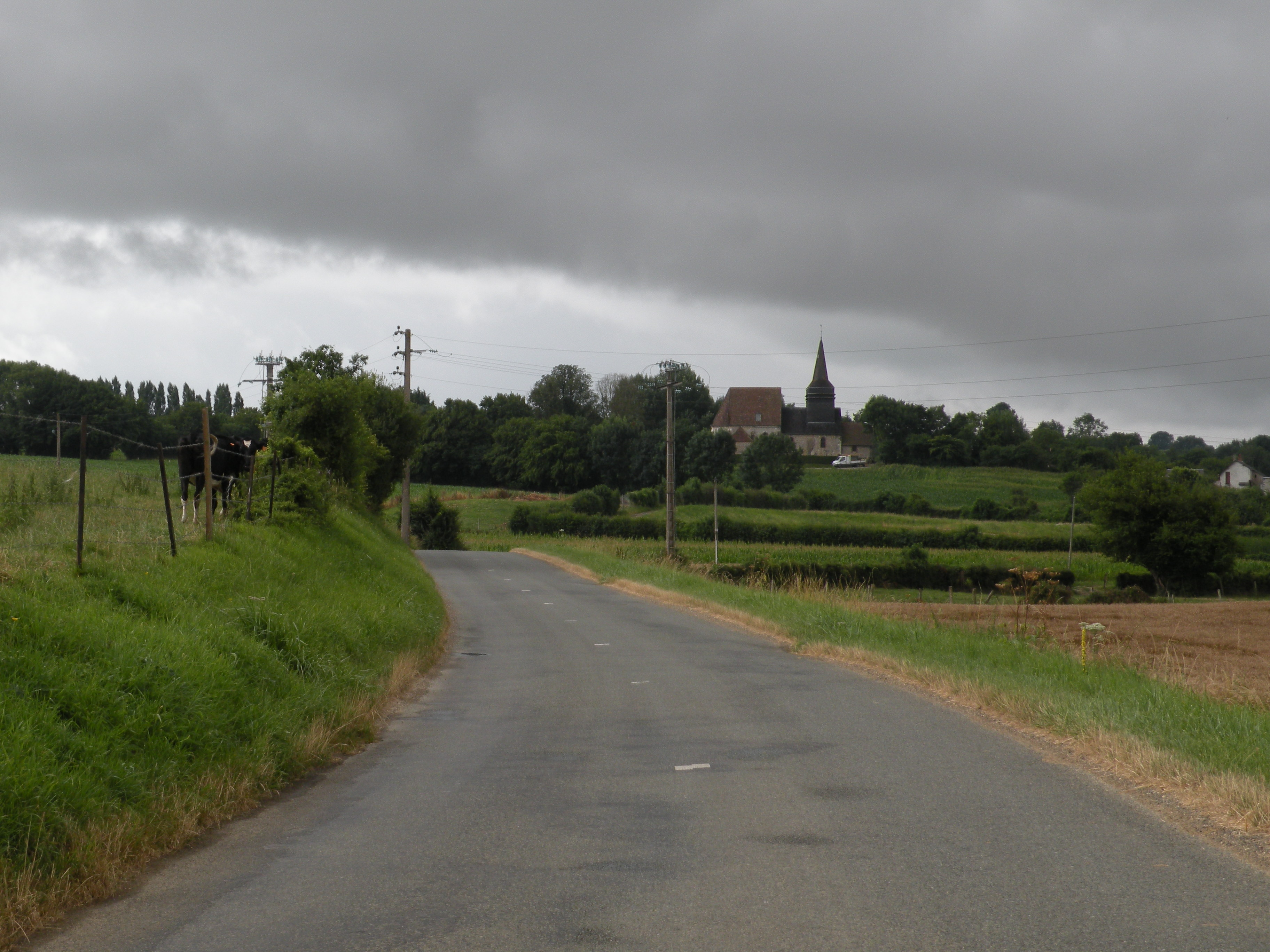
Le village.

La commune est un village picard rural du Beauvaisis, situé à 18 km au nord-ouest de Beauvais, à 57 km à l'est de Rouen et 51 km au sud-ouest d'Amiens.
Elle est aisément accessible par l'ex-RN 30 (actuelle RD 930).

### Communes limitrophes
Les communes limitrophes sont  Crillon, Glatigny, Lachapelle-sous-Gerberoy, Martincourt, Senantes, Villembray, Vrocourt et Wambez.
| Lachapelle-sous-Gerberoy | Vrocourt   | Martincourt |
| Wambez                   | Hanvoile   | Crillon     |
| Senantes                 | Villembray | Glatigny    |

### Hydrographie

#### Réseau hydrographique
La commune est située dans le bassin Seine-Normandie. Elle est drainée par le fossé de Benneval et le ruisseau d'Hanvoile,,.

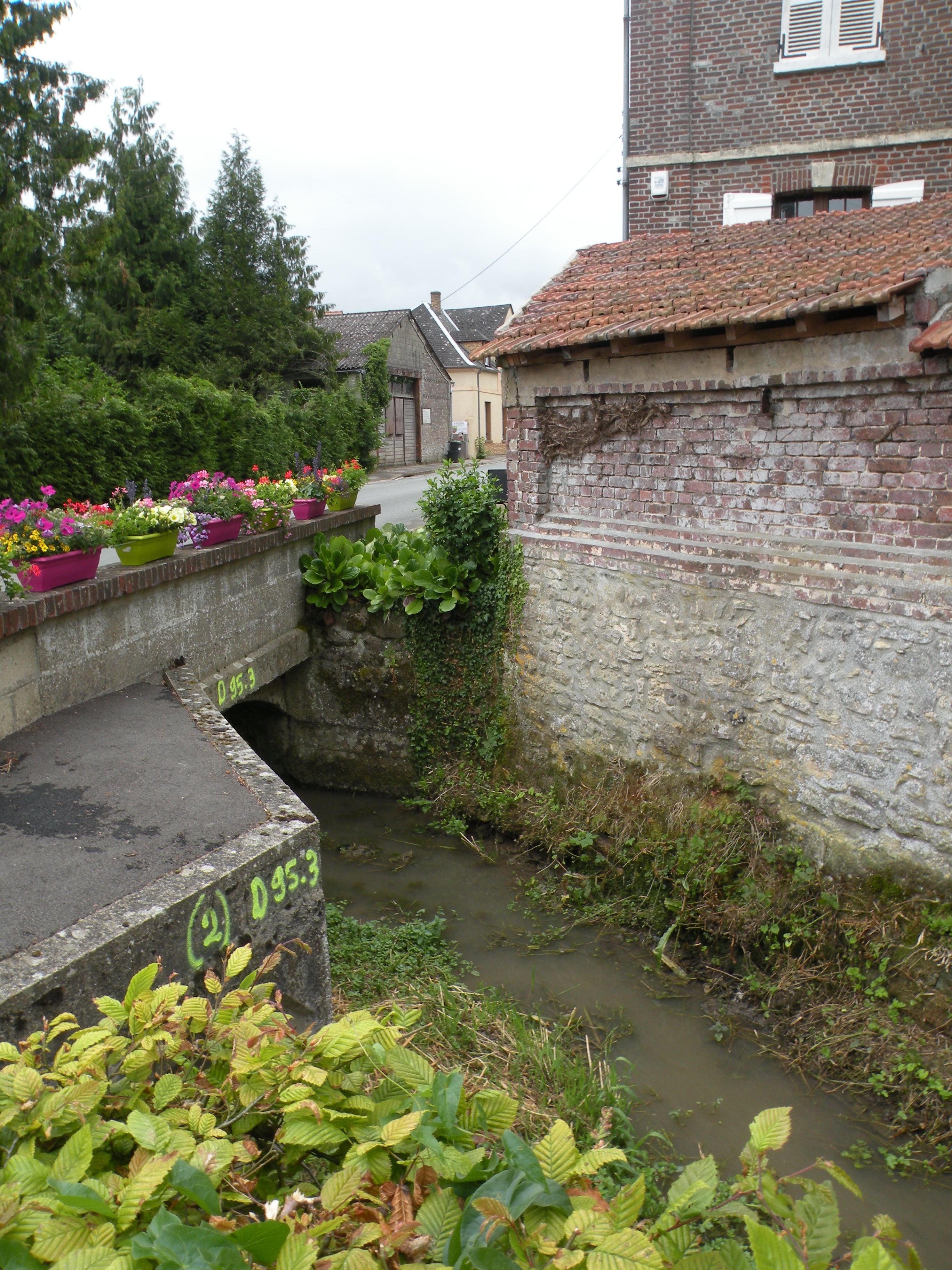
redresse
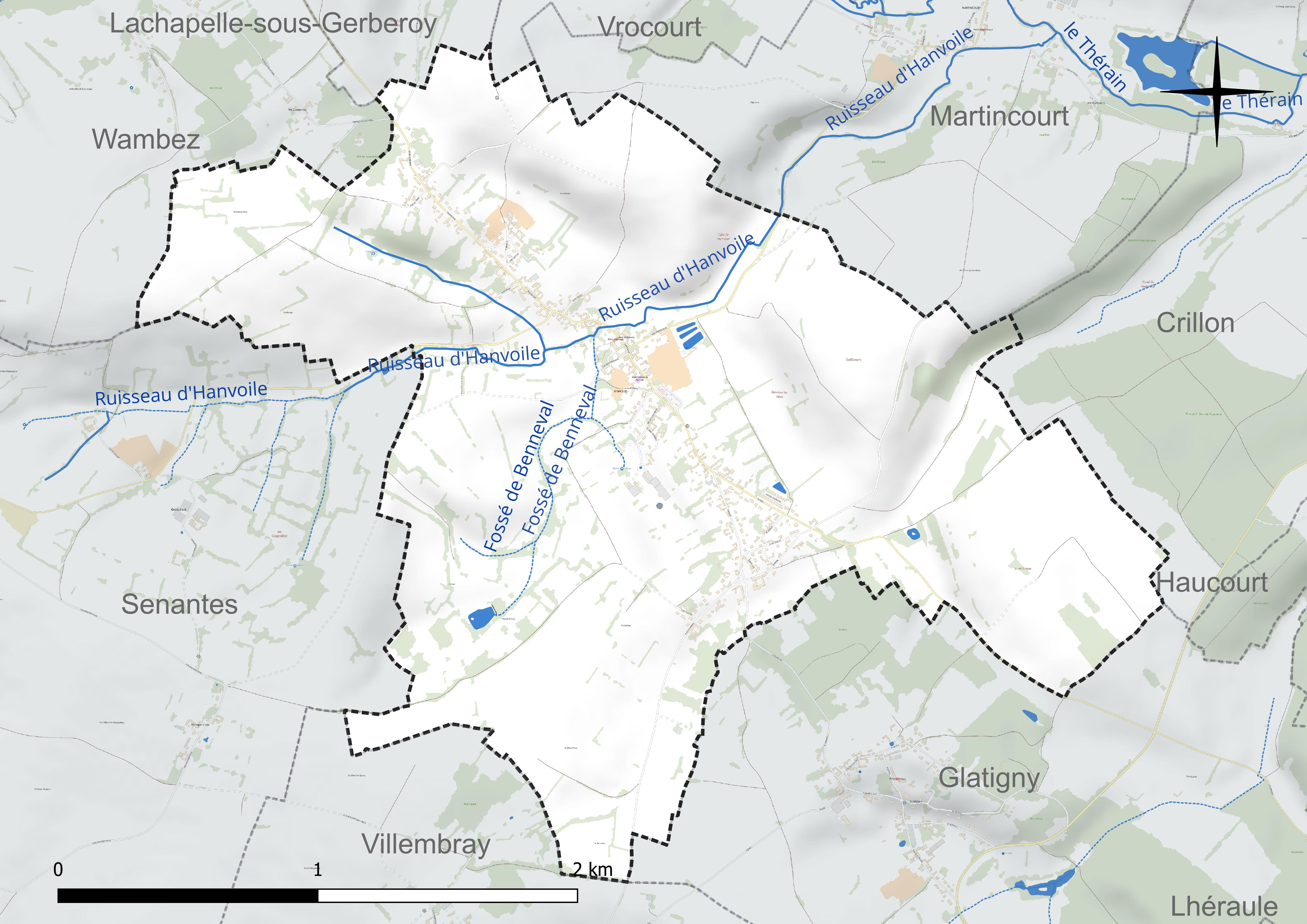
Réseau hydrographique de Hanvoile.

#### Gestion et qualité des eaux
Le territoire communal est couvert par le schéma d'aménagement et de gestion des eaux (SAGE) « Sensée ». Ce document de planification concerne un territoire de 1 219 km2 de superficie, délimité par le bassin versant du Thérain. Le périmètre a été arrêté le 27 janvier 2023 et le SAGE proprement dit est, en 2024, en cours d'élaboration. La structure porteuse de l'élaboration et de la mise en œuvre est le syndicat intercommunal de la Vallée du Thérain (SIVT).
La qualité des cours d'eau peut être consultée sur un site dédié géré par les agences de l'eau et l'Agence française pour la biodiversité.

### Climat
Pour des articles plus généraux, voir Climat des Hauts-de-France et Climat de l'Oise.
En 2010, le climat de la commune est de type climat océanique dégradé des plaines du Centre et du Nord, selon une étude du CNRS s'appuyant sur une série de données couvrant la période 1971-2000. En 2020, Météo-France publie une typologie des climats de la France métropolitaine dans laquelle la commune est exposée à un climat océanique et est dans une zone de transition entre les régions climatiques « Nord-est du bassin Parisien » et « Côtes de la Manche orientale ».
Pour la période 1971-2000, la température annuelle moyenne est de 10,1 °C, avec une amplitude thermique annuelle de 14,2 °C. Le cumul annuel moyen de précipitations est de 799 mm, avec 12,1 jours de précipitations en janvier et 8,4 jours en juillet. Pour la période 1991-2020, la température moyenne annuelle observée sur la station météorologique la plus proche, située sur la commune de Saint-Arnoult à 14 km à vol d'oiseau, est de 10,4 °C et le cumul annuel moyen de précipitations est de 797,2 mm,. Pour l'avenir, les paramètres climatiques de la commune estimés pour 2050 selon différents scénarios d'émission de gaz à effet de serre sont consultables sur un site dédié publié par Météo-France en novembre 2022.

## Urbanisme

### Typologie
Au 1er janvier 2024, Hanvoile est catégorisée commune rurale à habitat dispersé, selon la nouvelle grille communale de densité à sept niveaux définie par l'Insee en 2022.
Elle est située hors unité urbaine. Par ailleurs la commune fait partie de l'aire d'attraction de Beauvais, dont elle est une commune de la couronne,. Cette aire, qui regroupe 162 communes, est catégorisée dans les aires de 50 000 à moins de 200 000 habitants,.

### Occupation des sols

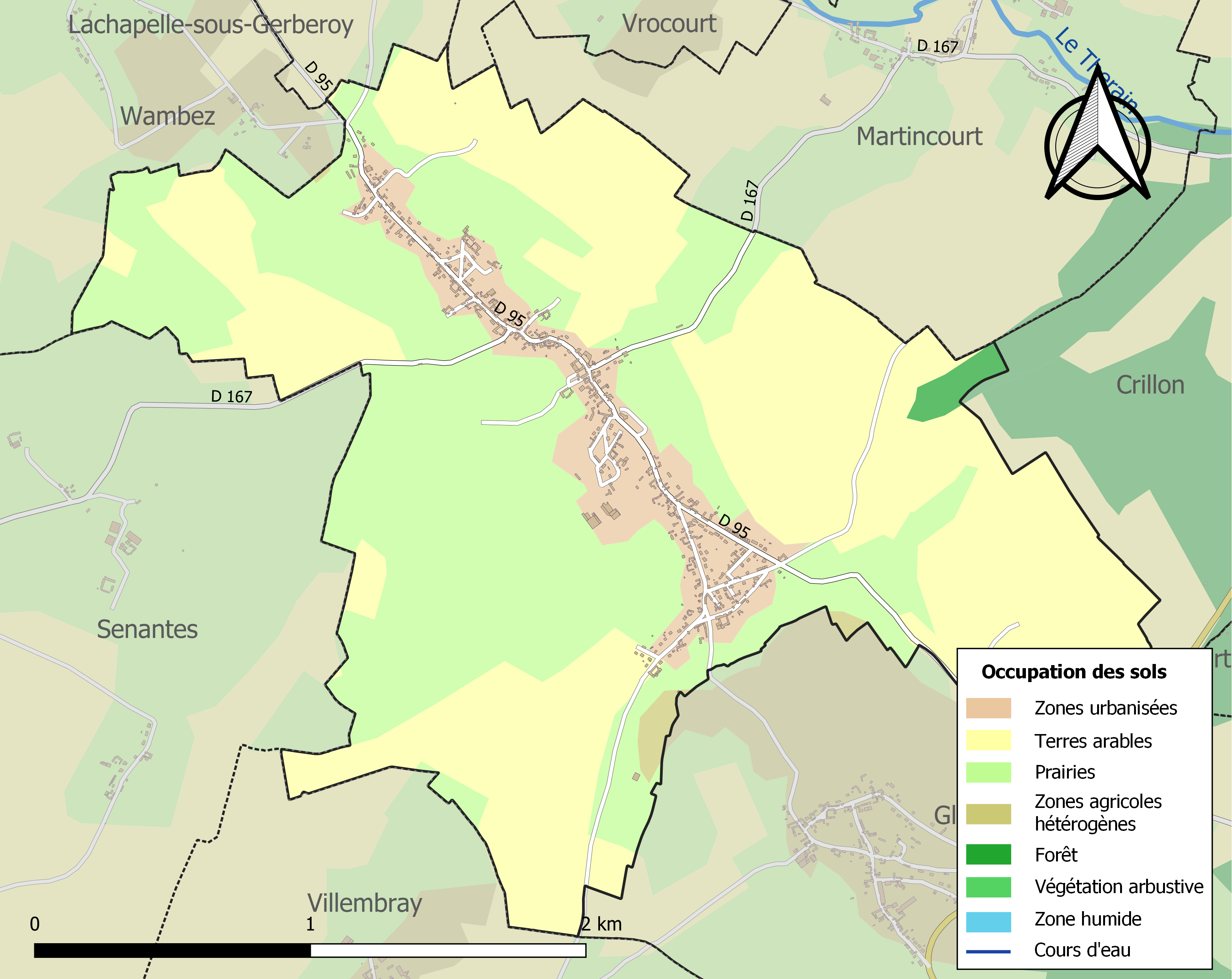
Carte des infrastructures et de l'occupation des sols de la commune en 2018 (CLC).

L'occupation des sols de la commune, telle qu'elle ressort de la base de données européenne d'occupation biophysique des sols Corine Land Cover (CLC), est marquée par l'importance des territoires agricoles (89,8 % en 2018), en diminution par rapport à 1990 (90,8 %). La répartition détaillée en 2018 est la suivante : 
terres arables (47 %), prairies (42 %), zones urbanisées (9,5 %), zones agricoles hétérogènes (0,8 %), forêts (0,7 %). L'évolution de l'occupation des sols de la commune et de ses infrastructures peut être observée sur les différentes représentations cartographiques du territoire : la carte de Cassini (XVIIIe siècle), la carte d'état-major (1820-1866) et les cartes ou photos aériennes de l'IGN pour la période actuelle (1950 à aujourd'hui).

### Habitat et logement
En 2018, le nombre total de logements dans la commune était de 308, alors qu'il était de 264 en 2013 et de 255 en 2008.
Parmi ces logements, 86,1 % étaient des résidences principales, 6,6 % des résidences secondaires et 7,3 % des logements vacants. Ces logements étaient pour 92,2 % d'entre eux des maisons individuelles et pour 7,8 % des appartements.
Le tableau ci-dessous présente la typologie des logements à Hanvoile en 2018 en comparaison avec celle de l'Oise et de la France entière. Une caractéristique marquante du parc de logements est ainsi une proportion de résidences secondaires et logements occasionnels (6,6 %) supérieure à celle du département (2,5 %) mais inférieure à celle de la France entière (9,7 %). Concernant le statut d'occupation de ces logements, 79,4 % des habitants de la commune sont propriétaires de leur logement (83,1 % en 2013), contre 61,4 % pour l'Oise et 57,5 % pour la France entière.
| Typologie                                               | Hanvoile | Oise | France entière |
| ------------------------------------------------------- | -------- | ---- | -------------- |
| Résidences principales (en %)                           | 86,1     | 90,4 | 82,1           |
| Résidences secondaires et logements occasionnels (en %) | 6,6      | 2,5  | 9,7            |
| Logements vacants (en %)                                | 7,3      | 7,1  | 8,2            |

### Voies de communication et transports
La commune est desservie, en 2023, par les lignes 612, 6102 et 6104 du réseau interurbain de l'Oise.

## Toponymie
La localité a été désignée comme Hanvoiles, Hanvoille, Hanvoilles (Ilantuelœ, Hantvellæ, Hanvetiæ, Hanvetlæ).

La commune (France), instaurée par la Révolution française, est désignée Hanvoillé en 1793, Hanvoille en 1801. Elle prend ultérieurement son orthographe actuelle de Hanvoile.
Les habitants du canton de Songeons, dont Hanvoile, ville de filature et de sergers fait partie, sont au début du XIXe siècle visités par un agent du gouvernement français Jacques Cambry qui remarque que hommes comme femmes sont vêtues d'une étoffe que l'on nomme "anvoile"[réf. nécessaire].

## Histoire
Il est fait état pour la première fois du château d'Hanvoile en 1180. Le dernier château, datant de l'époque de François Ier et qui se trouvait au sud du village, a été détruit en 1808,,.
Louis Graves indique : « L'église fut brûlée en 1472 par les Bourguignons après le siége de Beauvais; réédiﬁée dans le siècle suivant, elle fut consacrée le 22 mars 1522 par Jean de Pleurs , évêque de Riom , en l'absence du diocésain. 
Le chapitre Saint-Barthelemy [de Beauvaisx] ﬁt rebâtir le chœur en entier ; les habitants reconstruisirent la nef et le porche ».
La terre d'Hanvoile appartenait sous Louis XIV à la maison de Monceaux d'Auxi, originaire de Flandre, qui s'établit au XVe siècle dans le Beauvaisis. Une partie de la terre et du château relevait du comte de Clermont.
Hanvoile est connu dès l'époque de Louis XIV pour la filature des laines et la confection de grosses étoffes ou serges, qui occupent 90 personnes à certaines périodes de l'année. Des lettres-patentes du 22 juillet 1780 réglementent les caractéristiques des étoffes, et notamment leur largeur. Ovide Mancel créé en 1786 le tissage d'un autre tissu, appelé molleton rayé avec une chaîne| de ﬁl et une trame en bourre de laine. Cette activité est réalisée en 1830 par onze petites fabriques qui emploient environ soixante dix personnes.
M. Machue-Levasseur crée en 1830 une ﬁlature mécanique composée  de deux mule-jennys et de deux paires de cardes, qui occupe une douzaine de personnes.
En 1836, on note au village un moulin à vent en pierre, neuf pressoirs à cidre une sablonnière, des carrières, une fabrique d'étoffes de laine et de molletons. A cette époque, la commune dispose d'un presbytère et d'une école. La production agricole moyenne annuelle est alors de 768 hl de blé, 864hl de méteil, 288 de seigle, 551 hl d'orge et 2 990 hl d'avoine. Vingt chèvres et chevreaux sont alors recensés.
Le village est relié au réseau téléphonique en 1913.

## Politique et administration

### Rattachements administratifs
La commune se trouve dans l'arrondissement de Beauvais du département de l'Oise.
Elle faisait partie depuis 1802 du canton de Songeons. Dans le cadre du redécoupage cantonal de 2014 en France, cette circonscription administrative territoriale a disparu, et le canton n'est plus qu'une circonscription électorale.

### Rattachements électoraux
Pour les élections départementales, la commune fait partie depuis 2014 du canton de Grandvilliers
Pour l'élection des députés, elle fait partie depuis 1988 de la deuxième circonscription de l'Oise.

### Intercommunalité
La commune est membre de la communauté de communes de la Picardie verte, un établissement public de coopération intercommunale (EPCI) à fiscalité propre créé en 1997 et auquel la commune avait transféré un certain nombre de ses compétences, dans les conditions déterminées par le code général des collectivités territoriales.
Cette intercommunalité succède à plusieurs SIVOM, dont celui de Songeons (28 communes, créé le 27 juin 1972).

### Liste des maires
| Période                                  | Période                   | Identité                           | Étiquette | Qualité                                                                                       |
| ---------------------------------------- | ------------------------- | ---------------------------------- | --------- | --------------------------------------------------------------------------------------------- |
| Les données manquantes sont à compléter. |                           |                                    |           |                                                                                               |
| 1792                                     | 1793                      | François Philippe Machue           |           | Serger                                                                                        |
| 1793                                     | 1796                      | M. Pillon                          |           | Agent municipal                                                                               |
| 1796                                     | 1797                      | François Philippe Machue           |           | Serger                                                                                        |
| 1797                                     | 1798                      | Jean Baptiste Pillon               |           |                                                                                               |
| 1798                                     | mai 1824                  | François Roisse                    |           | Mort en fonction                                                                              |
| juin 1824                                | 1825                      | Étienne Leclerc                    |           | Capitaine de cuirassiers en retraite Officier de la Légion d'honneur                          |
| Fevrier 1825                             | avril 1831                | François Caron                     |           |                                                                                               |
| Avril 1831                               | février 1832              | Antoine Leblond                    |           | Officier                                                                                      |
| Fevrier 1832                             | 1833                      | Étienne Leclerc                    |           |                                                                                               |
| 1833                                     | 1843                      | Alexis Pillouard                   |           |                                                                                               |
| 1843                                     | Septembre 1848            | François Denis Étienne Letellier   |           | Rentier                                                                                       |
| septembre 1848                           | 1856                      | Machue Levasseur                   |           | Sans doute François Machue                                                                    |
| 1856                                     | octobre 1867              | Louis Éléonore Prévost             |           | Médecin vétérinaire. Décédé en fonction                                                       |
| novembre 1867                            | mai 1871                  | Jean François Grégoire Leroux-Godo |           | Agriculteur                                                                                   |
| mai 1871                                 | mars 1894                 | Justin Letellier                   |           | Cultivateur Fils de François Denis Etienne Letellier Conseiller d'arrondissement en 1910      |
| mars 1894                                | 1919                      | Donatien Bertrand                  |           |                                                                                               |
| 1919                                     | 1922                      | Gabriel Auffret                    |           |                                                                                               |
| 1922                                     | 1924                      | Alfred Fordinoi                    |           |                                                                                               |
| 1924                                     | 1929                      | Désiré Roisse                      |           |                                                                                               |
| 1929                                     | 1935                      | Léon Andrieux                      |           | >                                                                                             |
| 1935                                     | 1945                      | Léon Gobert                        |           |                                                                                               |
| 1945                                     | 1949                      | Eugène Roisse                      |           |                                                                                               |
| 1949                                     | 1954                      | Léon Dutour                        |           |                                                                                               |
| 1954                                     | 1971                      | Marcel Mesnard                     |           |                                                                                               |
| 1971                                     | 1976                      | Jacques André Niel                 |           |                                                                                               |
| 1976                                     | 1987                      | George Daret                       |           |                                                                                               |
| 1987                                     | 1988                      | Jean Claude Loyer                  |           |                                                                                               |
| 1988                                     | juin 1995                 | Régine Bazard                      |           |                                                                                               |
| juin 1995                                | août 2011                 | Thierry Maugez                     | PRG       | Cadre SNCF conseiller général de Songeons Décédé en fonction                                  |
| octobre 2011,                            | mars 2014                 | Marie-Christine Durot              |           | Sans profession                                                                               |
| mars 2014                                | En cours (au 6 juin 2023) | Laurent Daniel                     |           | Artisan Vice-président de la CC de la Picardie Verte (2020 → ) Réélu pour le mandat 2020-2026 |

## Équipements et services publics

### Enseignement
Les enfants de la commune sont scolarisés au sein d'un regroupement pédagogique intercommunal qui regroupe Glatigny, Hanvoile, Lhéraule et Wambez.
L'école du village comprend deux classes maternelles et deux classes primaires et les enfants bénéficient d'une cantine et d'une garderie.

### Équipements culturels

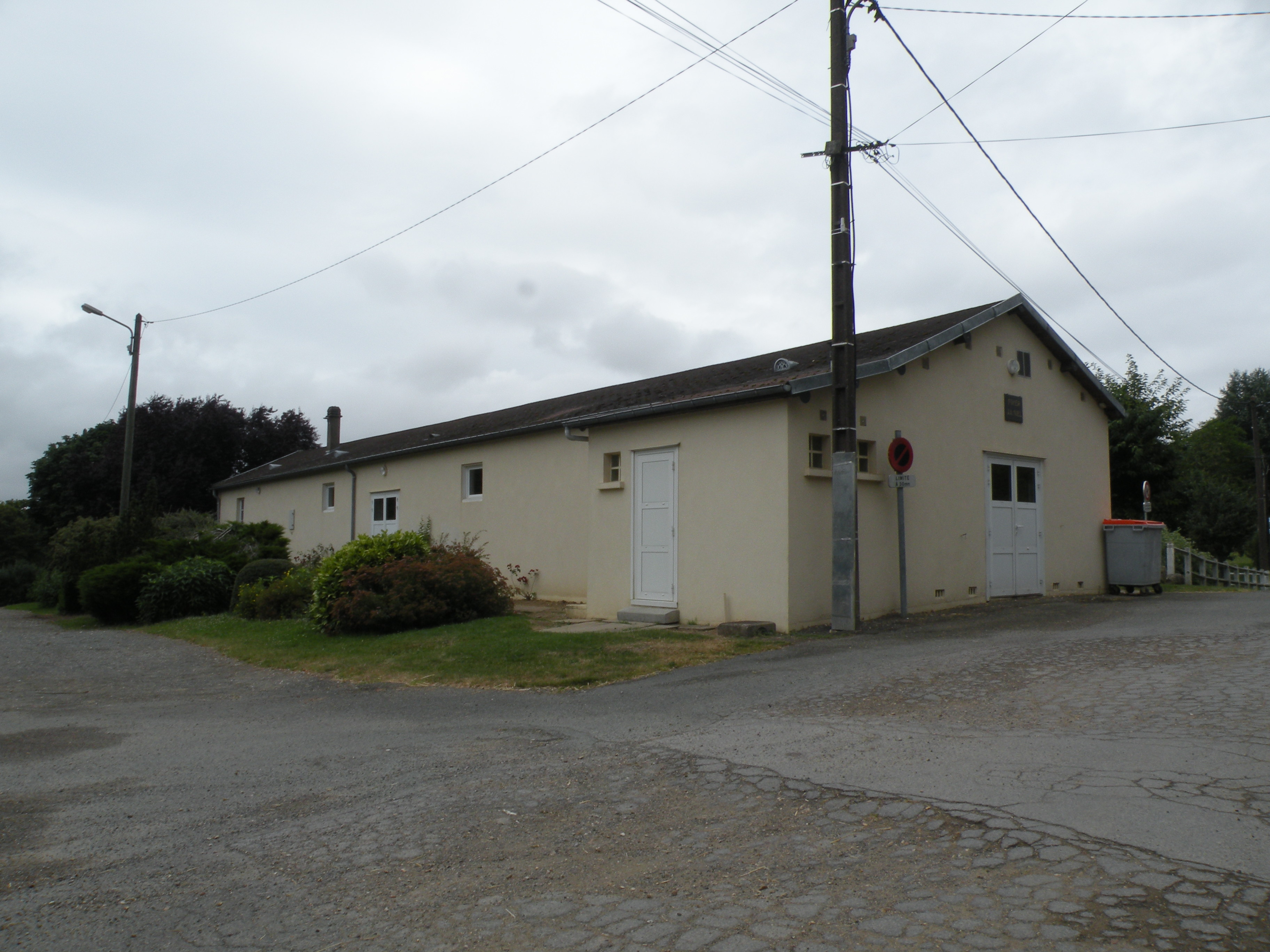
Le foyer communal.

La commune s'est dotée en 2019 d'une bibliothèque implantée dans l'ancien bureau de poste, place Saint-Georges, et qui fonctionne avec l'aude de bénévoles. Dotée d'un fonds propre de 800 ouvrages, elle a accès à celui de la Médiathèque de l'Oise.

### Postes et télécommunications
La commune s'est dotée d'une agence postale.

## Population et société

### Démographie

#### Évolution démographique
L'évolution du nombre d'habitants est connue à travers les recensements de la population effectués dans la commune depuis 1793. Pour les communes de moins de 10 000 habitants, une enquête de recensement portant sur toute la population est réalisée tous les cinq ans, les populations de référence des années intermédiaires étant quant à elles estimées par interpolation ou extrapolation. Pour la commune, le premier recensement exhaustif entrant dans le cadre du nouveau dispositif a été réalisé en 2006.

En 2022, la commune comptait 654 habitants, en évolution de +5,31 % par rapport à 2016 (Oise : +0,87 %, France hors Mayotte : +2,11 %).
| 1793  | 1800  | 1806  | 1821  | 1831  | 1836  | 1841  | 1846 | 1851 |
| ----- | ----- | ----- | ----- | ----- | ----- | ----- | ---- | ---- |
| 1 134 | 1 153 | 1 274 | 1 120 | 1 164 | 1 149 | 1 084 | 959  | 862  |

| 1856 | 1861 | 1866 | 1872 | 1876 | 1881 | 1886 | 1891 | 1896 |
| ---- | ---- | ---- | ---- | ---- | ---- | ---- | ---- | ---- |
| 796  | 774  | 712  | 684  | 667  | 639  | 624  | 601  | 550  |

| 1901 | 1906 | 1911 | 1921 | 1926 | 1931 | 1936 | 1946 | 1954 |
| ---- | ---- | ---- | ---- | ---- | ---- | ---- | ---- | ---- |
| 524  | 541  | 484  | 421  | 429  | 400  | 358  | 351  | 385  |

| 1962 | 1968 | 1975 | 1982 | 1990 | 1999 | 2006 | 2011 | 2016 |
| ---- | ---- | ---- | ---- | ---- | ---- | ---- | ---- | ---- |
| 363  | 392  | 384  | 407  | 432  | 502  | 574  | 622  | 621  |

| 2021 | 2022 | - | - | - | - | - | - | - |
| ---- | ---- | - | - | - | - | - | - | - |
| 651  | 654  | - | - | - | - | - | - | - |

#### Pyramide des âges
La population de la commune est relativement jeune.
En 2018, le taux de personnes d'un âge inférieur à 30 ans s'élève à 35,8 %, soit en dessous de la moyenne départementale (37,3 %). À l'inverse, le taux de personnes d'âge supérieur à 60 ans est de 21,2 % la même année, alors qu'il est de 22,8 % au niveau départemental.
En 2018, la commune comptait 317 hommes pour 333 femmes, soit un taux de 51,23 % de femmes, légèrement supérieur au taux départemental (51,11 %).
Les pyramides des âges de la commune et du département s'établissent comme suit.
| Hommes | Classe d’âge | Femmes |
| ------ | ------------ | ------ |
| 0,0    | 90 ou +      | 1,3    |
| 4,8    | 75-89 ans    | 6,3    |
| 14,0   | 60-74 ans    | 15,7   |
| 23,4   | 45-59 ans    | 20,0   |
| 20,0   | 30-44 ans    | 22,6   |
| 16,4   | 15-29 ans    | 15,5   |
| 21,4   | 0-14 ans     | 18,5   |

| Hommes | Classe d’âge | Femmes |
| ------ | ------------ | ------ |
| 0,5    | 90 ou +      | 1,4    |
| 5,5    | 75-89 ans    | 7,6    |
| 15,6   | 60-74 ans    | 16,3   |
| 20,8   | 45-59 ans    | 20     |
| 19,4   | 30-44 ans    | 19,4   |
| 17,6   | 15-29 ans    | 16,2   |
| 20,6   | 0-14 ans     | 19,1   |

## Culture locale et patrimoine

### Lieux et monuments

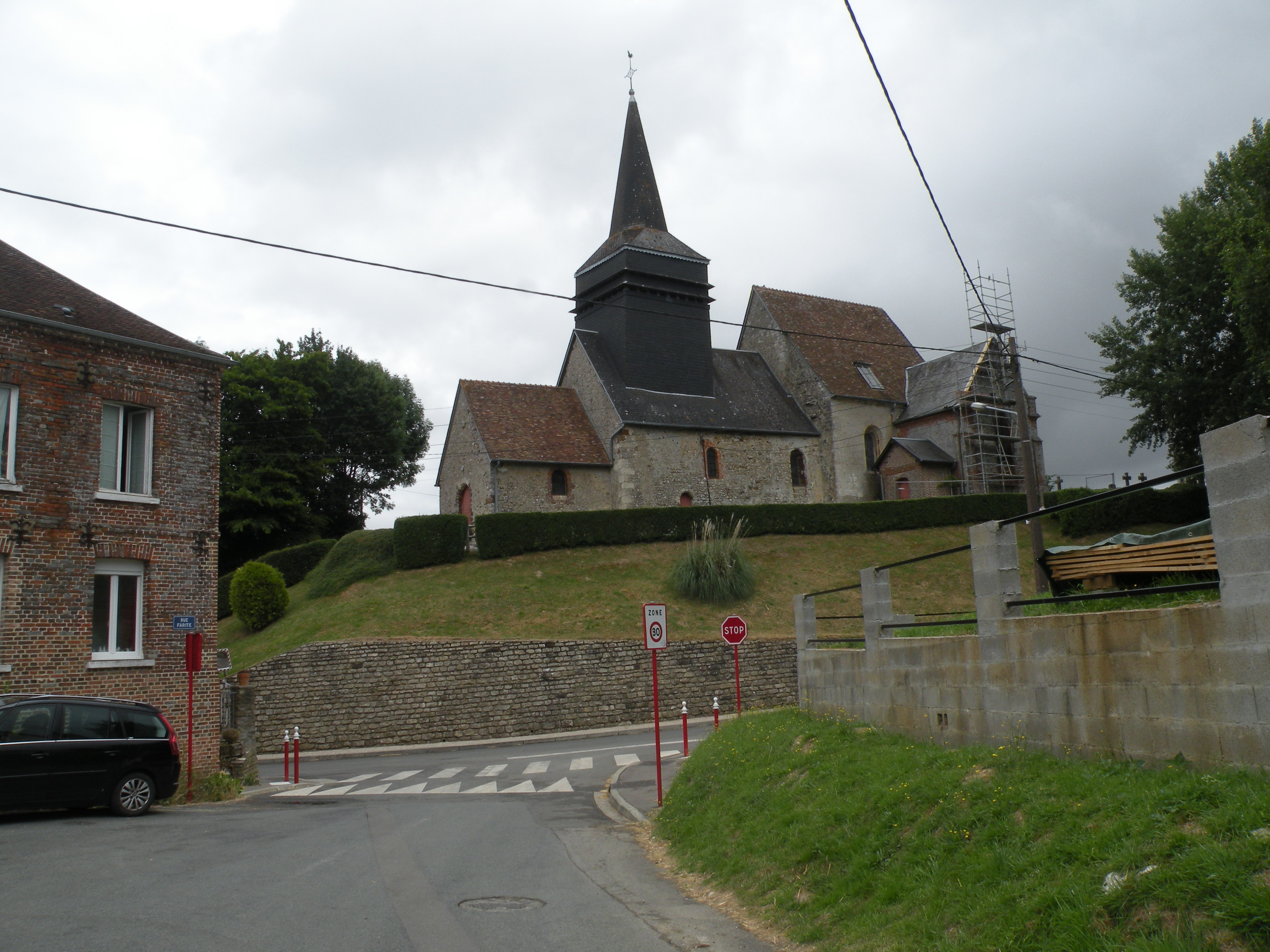
L'église Saint-Georges.

- L'église Saint-Georges, « bâtie sur un site dominant en limite du village, Saint-Georges présente une silhouette tourmentée, reflet d'une histoire qui est celle de bien des villages du Beauvaisis, cruellement éprouvés par la Guerre de Cent Ans et, à la fin du XVe siècle, par le conflit entre Louis XI et Charles le Téméraire[35] », a été consacrée le 22 mars 1522[18].

- Monument aux morts, inauguré le 25 avril 1921[36].

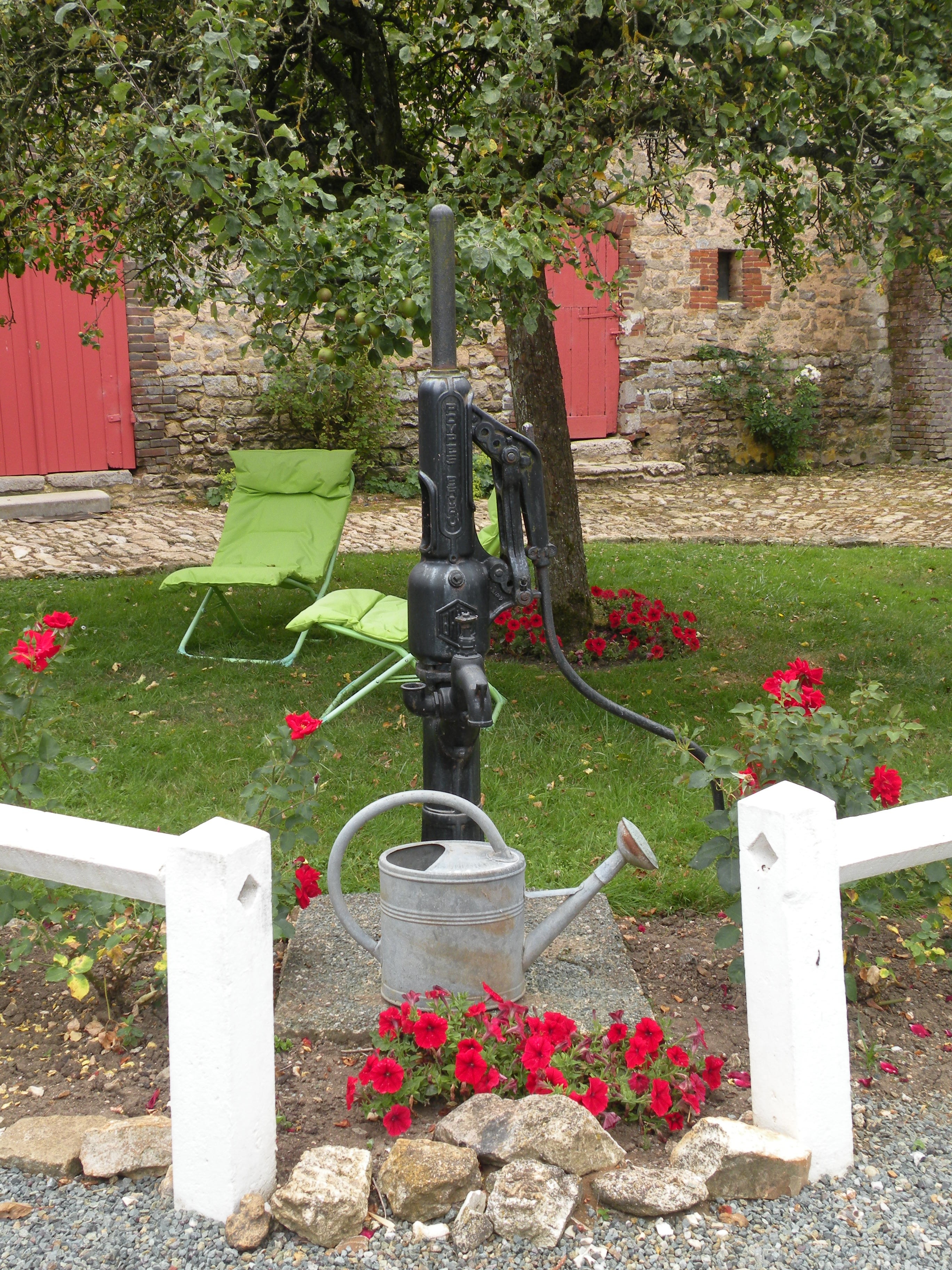
La fontaine
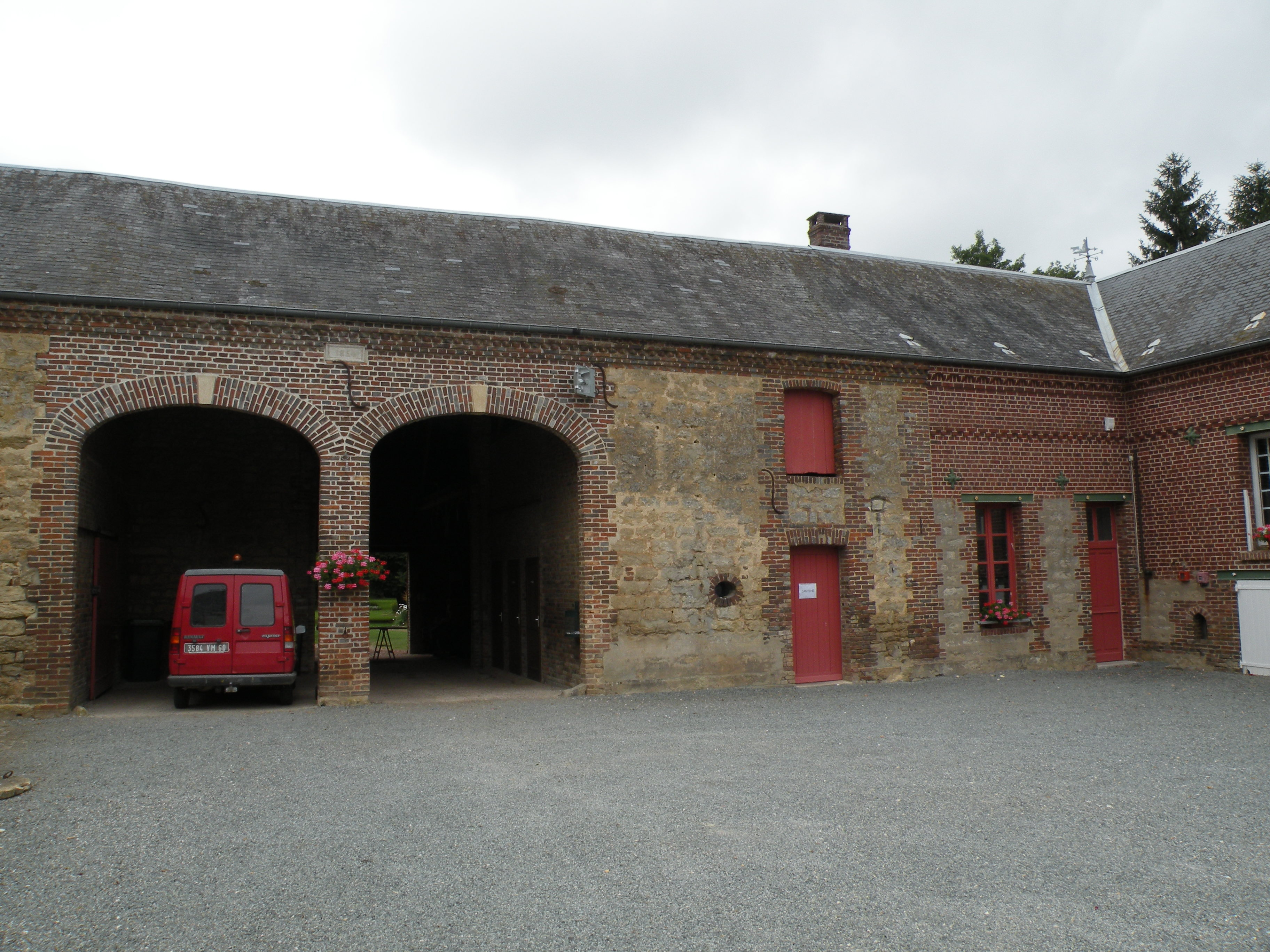
La cour de la mairie
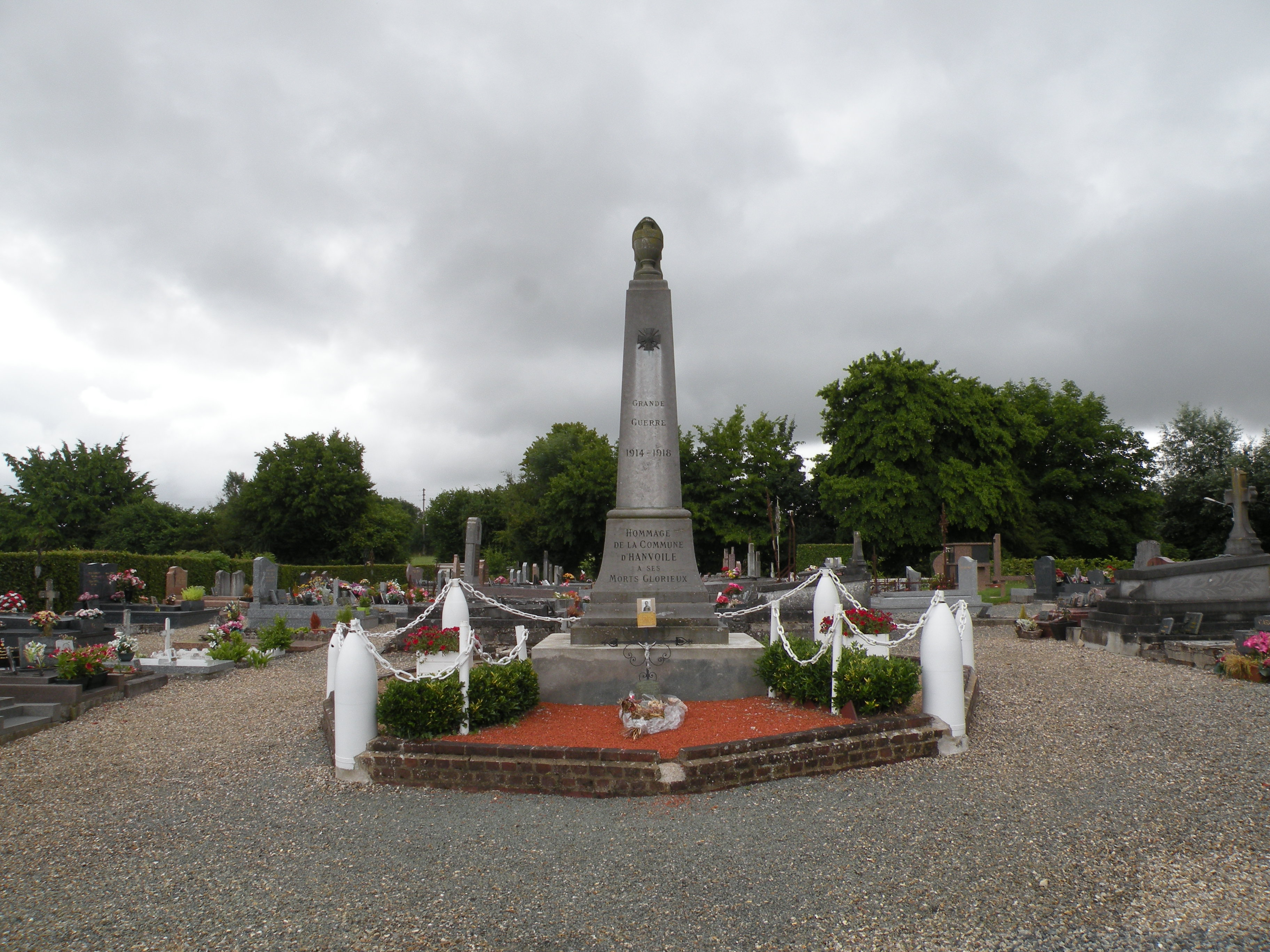
Monument aux morts
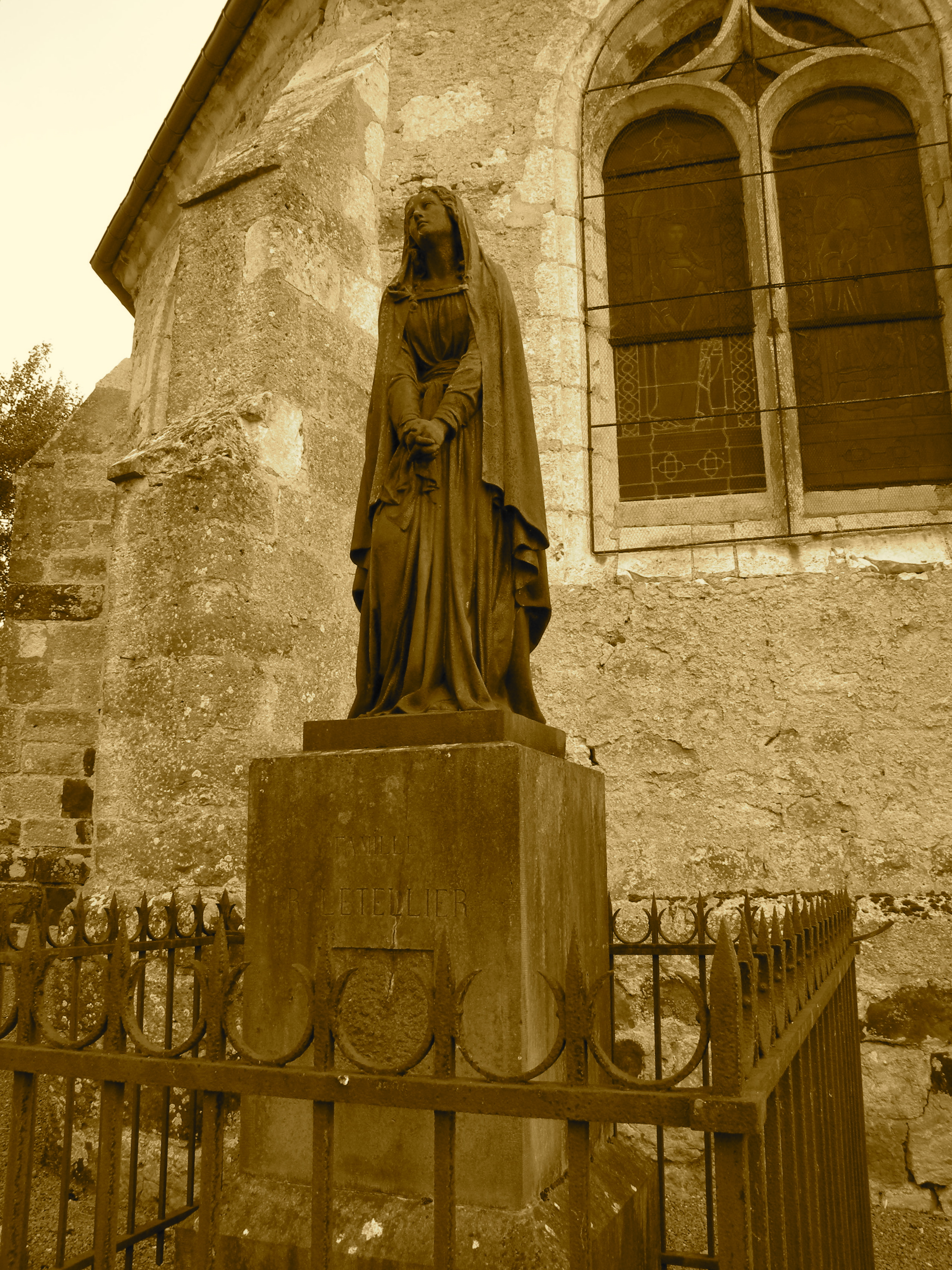
Côté de l'église

## Pour approfondir